# Neu Wulmstorf
Neu Wulmstorfⓘ là một đô thị thuộc huyện Harburg, bang Niedersachsen, Đức. Đô thị này có diện tích 56,16 km². Đô thị này có cự ly khoảng15 km về phía tây nam của thành phố Hamburg, ngay bên biên giới với bang Hamburg, và 7 km về phía đông của Buxtehude. Dân số khoảng 20.000 người.

## Kết nghĩa
- Nyergesújfalu, Hungary